# Heikki Kähkönen
Heikki Kähkönen (Rääkkylä, 26 dicembre 1891 – Imatra, 30 giugno 1962) è stato un lottatore finlandese, specializzato nella lotta greco-romana.

## Palmarès

### Olimpiadi
- Argento a Anversa 1920 nella lotta greco-romana, pesi piuma.